# Anne-Marie de Schurman
Pour les articles homonymes, voir Schurman.

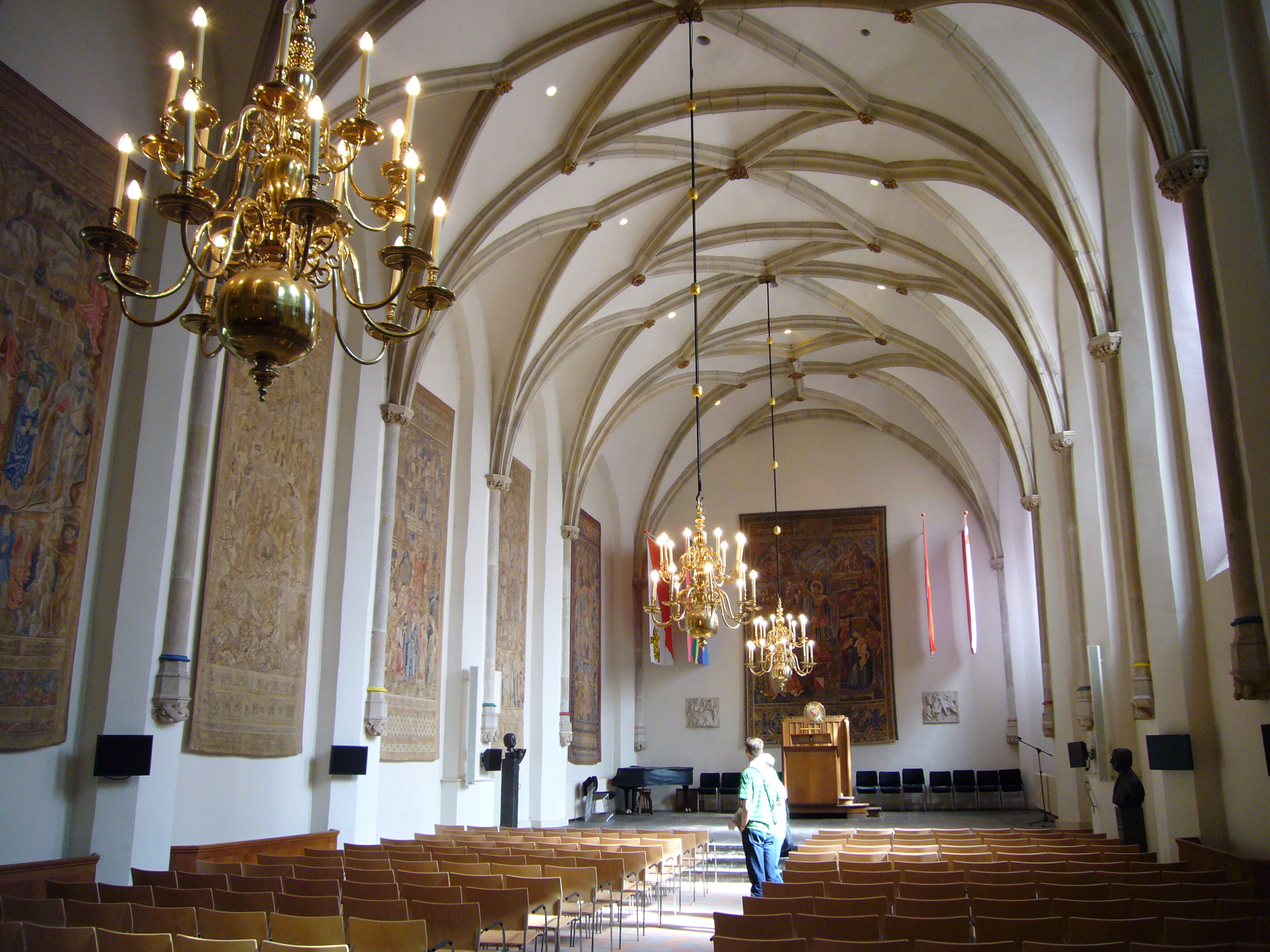
L'intérieur de la grande salle du chapitre de la cathédrale d'Utrecht. À l’époque où Anna Maria van Schurman s'inscrit à l'université d'Utrecht, en 1636, cet espace était transformé en deux salles de cours.

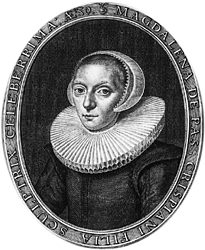
Portrait de Magdalena van de Passe (1630) par son frère Simon. C'est d'elle qu'Anna Maria van Schurman apprend à manier à la fois la pointe et la craie.

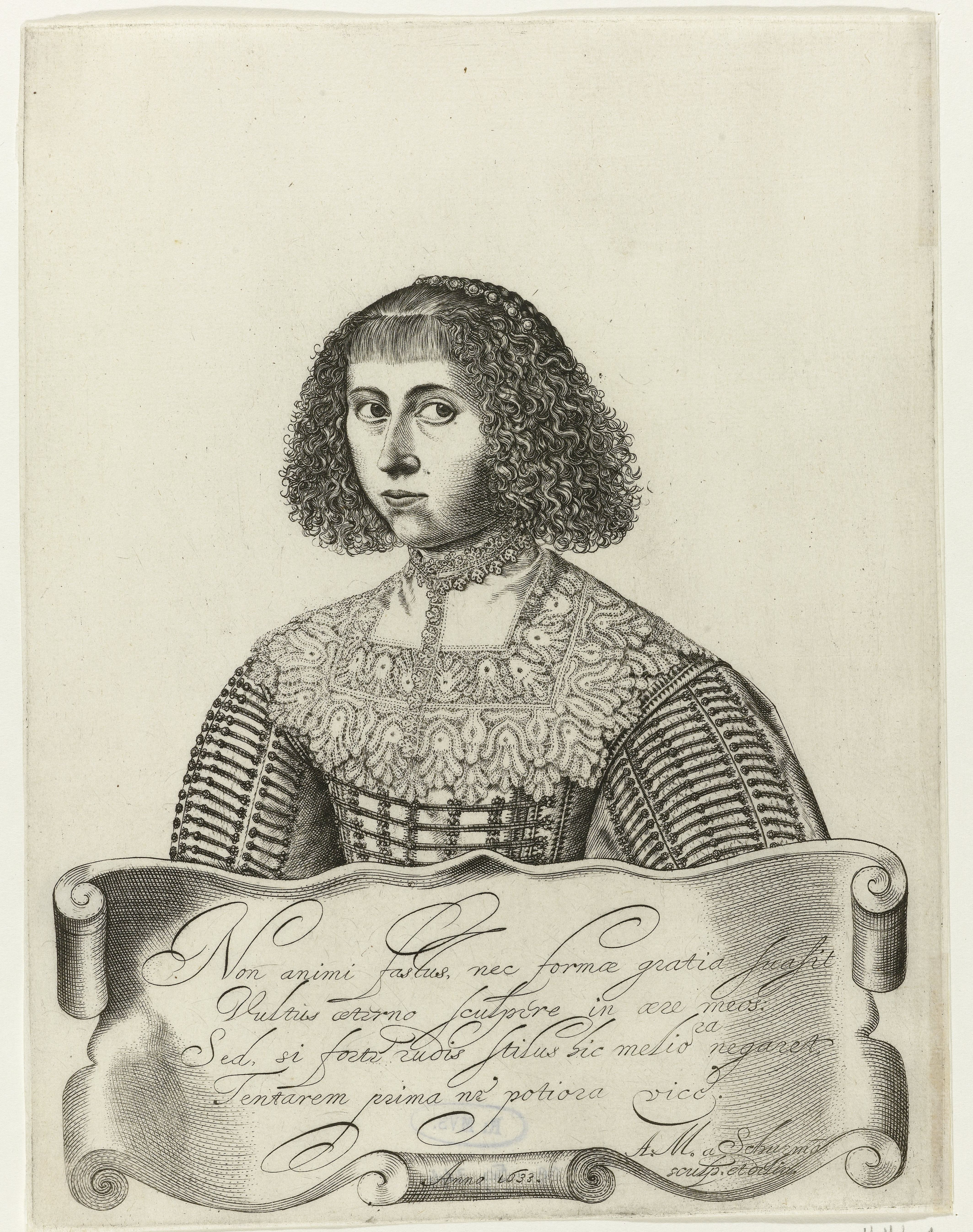
Autoportrait (1632) d'Anna Maria van Schurman à l'âge de 33 ans.

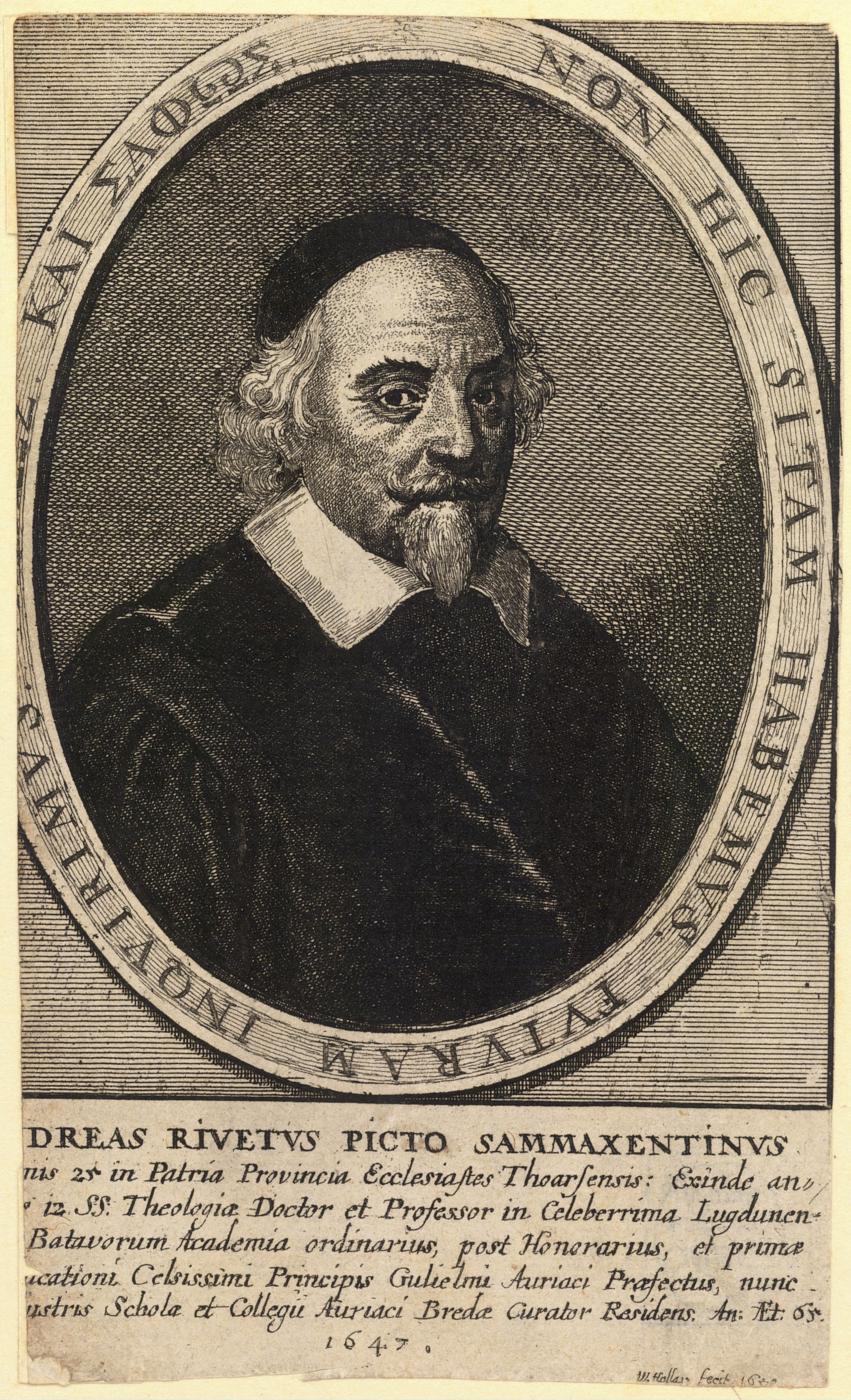
Portrait d'Andreas Rivet (1647) par Wenceslas Hollar. En 1632, Anna Maria van Schurman tente d'entrer en contact avec ce théologien et professeur de Leyde.

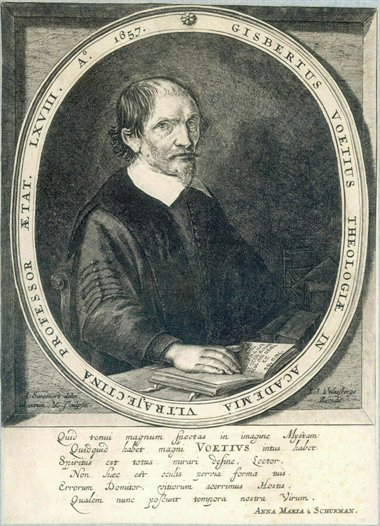
Portrait de Gisbertus Voetius, gravé par Abraham van Santvoort en 1657. La légende est d'Anna Maria van Schurman. Le contact avec le théologien Voetius est décisif dans le développement intellectuel et religieux de Schurman.

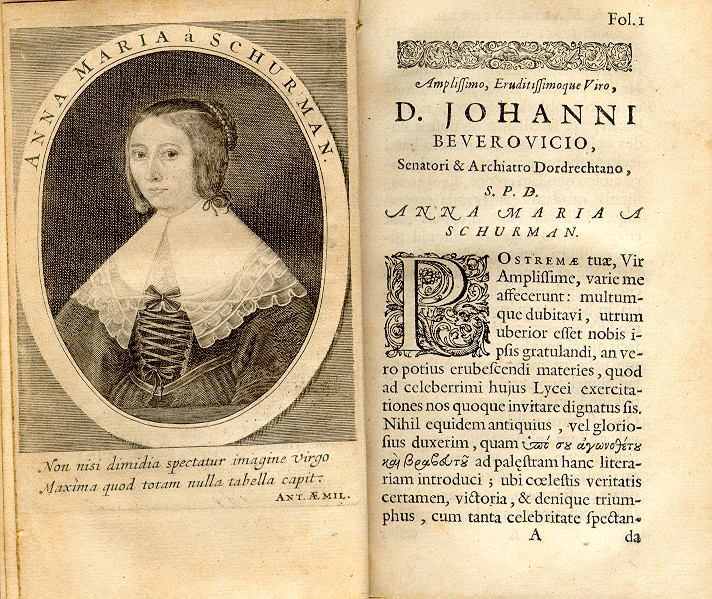
Opuscula Hebræa, Græca, Latina, Gallica, Prosaica et Metrica (frontispe et première page), recueil d'écrits de Schurman, publié en 1652.

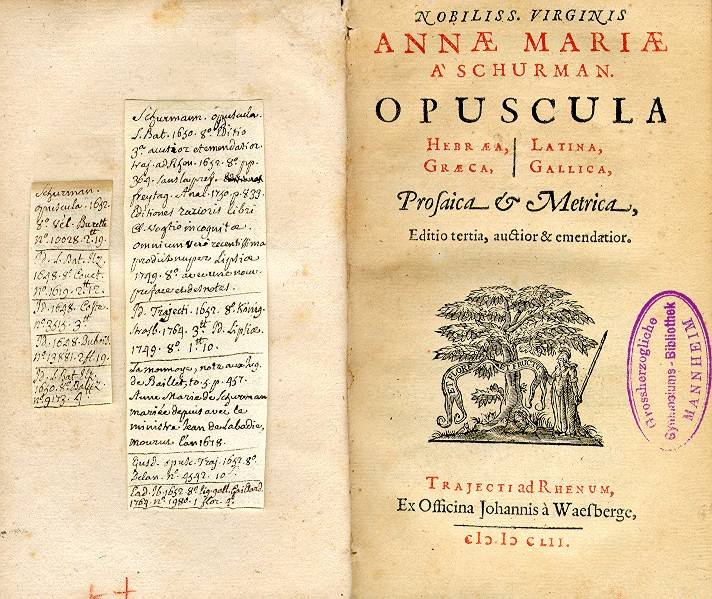
Deux pages, dont la page de titre de l'ouvrage Opuscula Hebræa, Græca, Latina, Gallica, Prosaica et Metrica (1652) d'Anna Maria van Schurman.

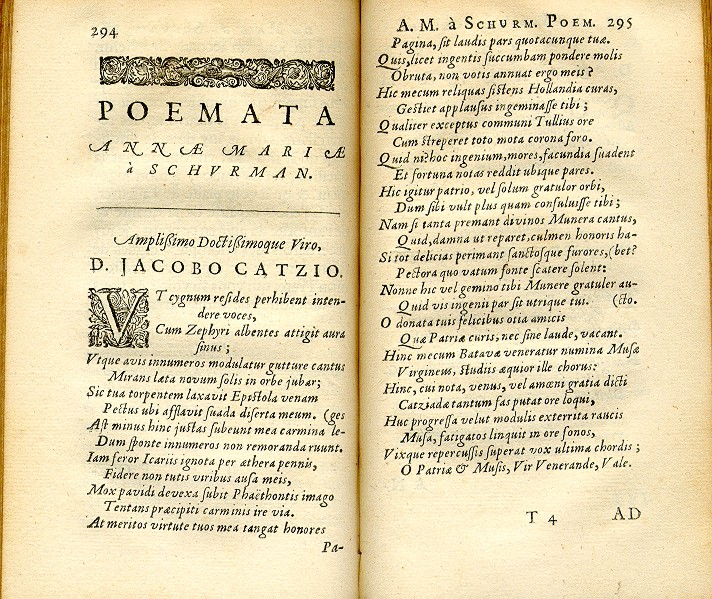
Les pages 294 et 295 de l’Opuscula Hebræa, Græca, Latina, Gallica, Prosaica et Metrica (1652) d'Anna Maria van Schurman.

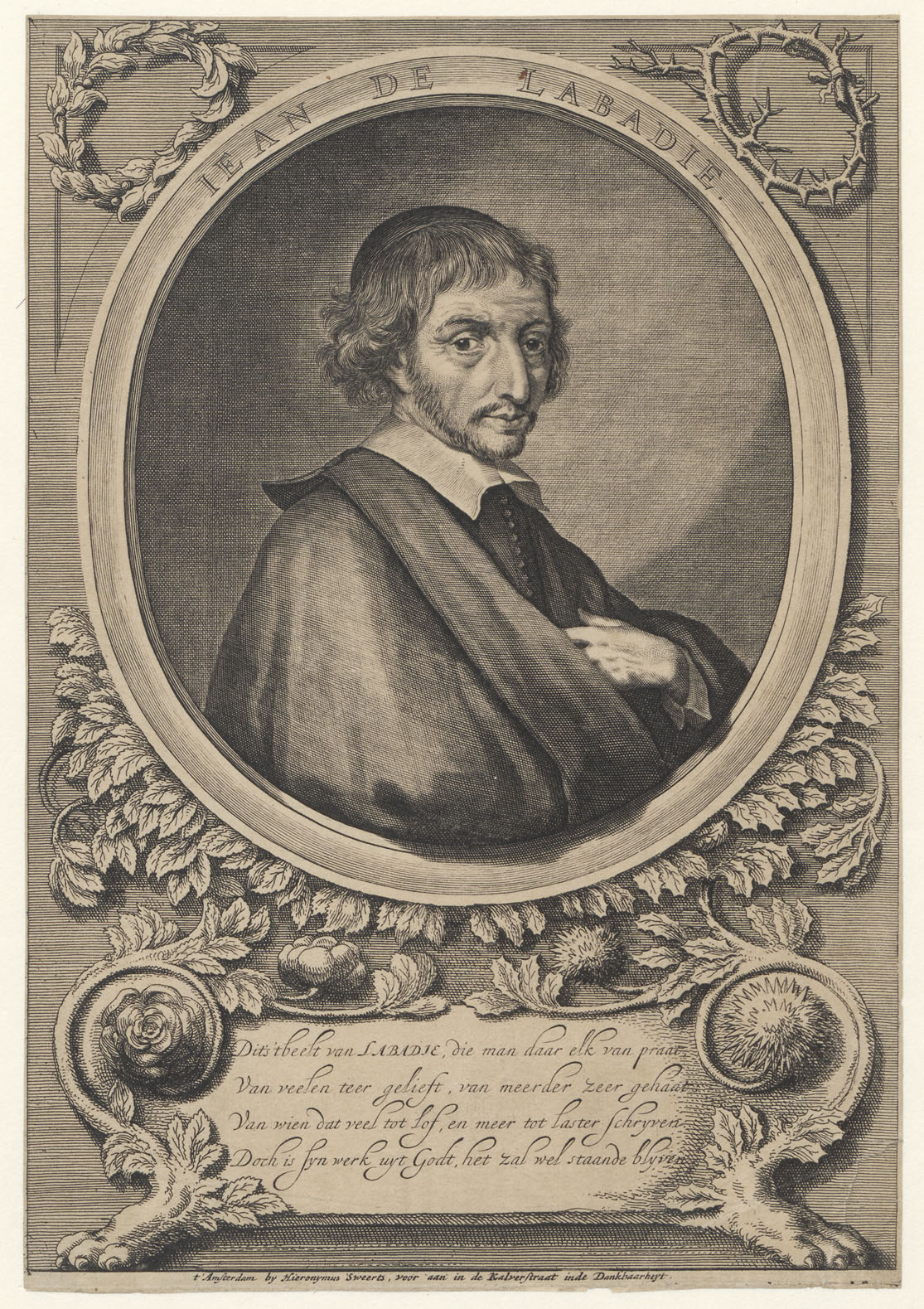
Portrait de Jean de Labadie (gravure, vers 1668-1670). Schurman rejoint sa congrégation, fondée à Amsterdam.

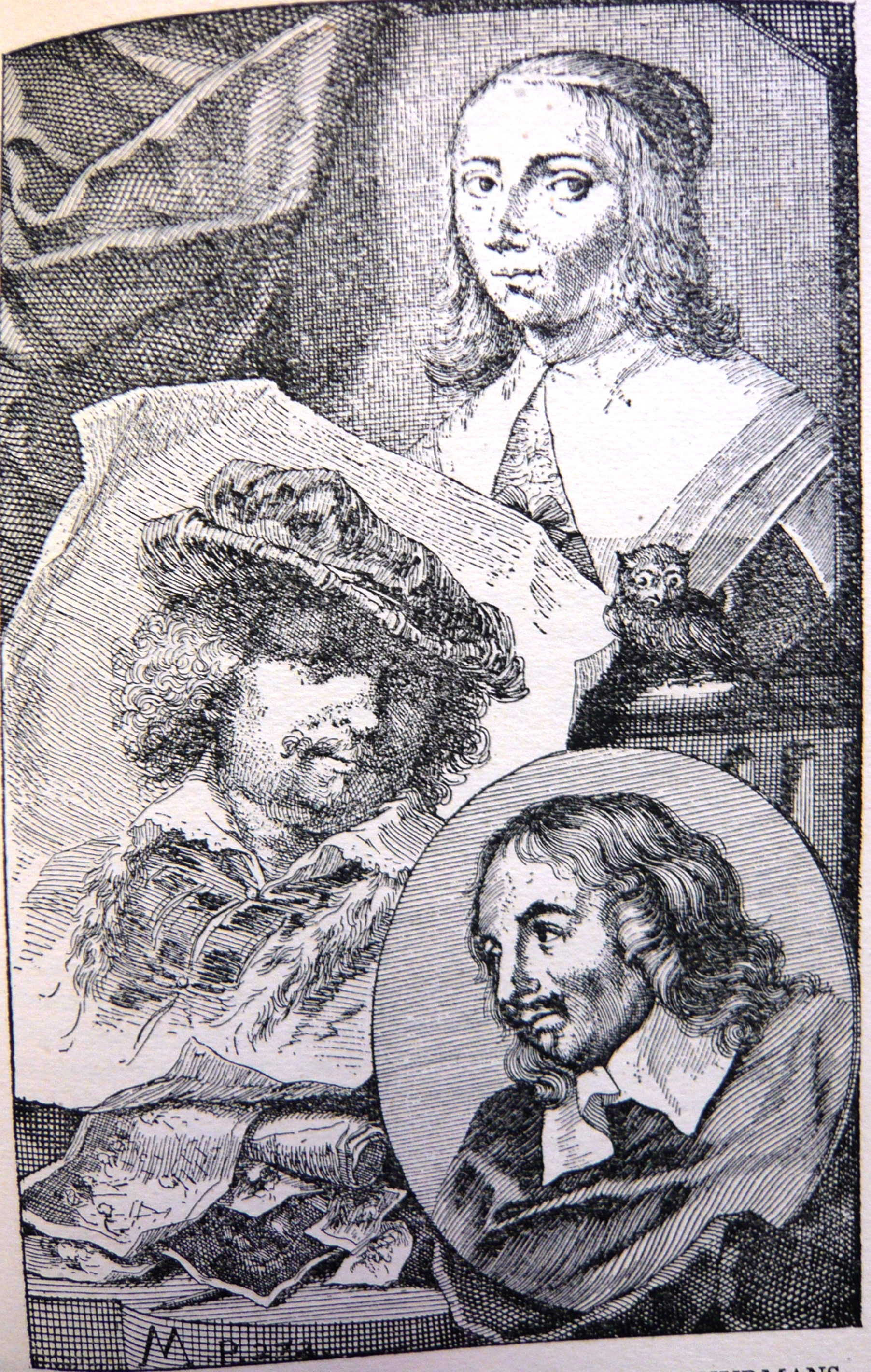
Image du Groote schouburgh der Nederlantsche konstschilders en schilderessen (Le Grand Théâtre des peintres et peintresses néerlandaises, 1718) de Houbraken, représentant Anna Maria van Schurman et les peintres Rembrandt et Backer.

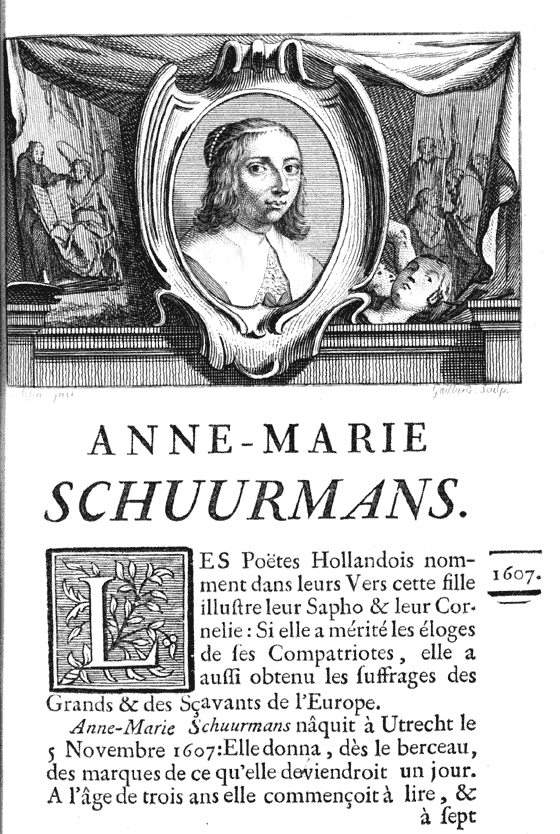
Un Portrait d'Anna Maria van Schurman, gravé par René Gaillard, dans le 2e tome de La Vie des peintres flamands, allemands et hollandois (1754) de Jean-Baptiste Descamps.

Anna Maria van Schurman, Anne-Marie de Schurman en français, est née à Cologne le 5 novembre 1607 et morte à Wieuwerd (Wiuwert) le 4 mai 1678 (ou le 14), est une poétesse, artiste et érudite des Provinces-Unies. 
Enfant aux capacités intellectuelles précoces, elle est la première femme à étudier à l'université d'Utrecht. Sa dissertation en latin sur la question de l’accès des femmes au savoir, publiée à Leyde en 1641 et traduite dans plusieurs langues, suscite de nombreux débats.
Sur la fin de sa vie, elle rejoint en 1669 la communauté chrétienne des Labadistes fidèle au mode de vie préconisé par Labadie. Elle en devient l'un des principaux soutiens et la suit dans ses lieux de vie successifs. Elle s'y éteint en 1678 à Wieuwerd.

## Biographie

### Famille et origines
Anna Maria van Schurman est issue d'une famille d'origine anversoise.  Ses parents sont Frederik van Schurman (1564-1623) et Eva von Harff de Dreiborn (morte en 1637).
De confession calviniste, ses grands-parents paternels doivent quitter la ville d'Anvers après le règne de Philippe II et à la suite de la répression du protestantisme initiée par le duc d'Albe de 1567 à 1573.  Via Francfort, la famille arrive en 1593 à Cologne, où elle rejoint l'Église réformée « sous la croix ». C'est dans cette ville allemande qu'est conclu le 5 novembre 1602 le mariage des parents d'Anna Maria et que naissent leurs quatre enfants: Hendrik-Frederik (vers 1603-1632), Johan Godschalk (vers 1605-1664), Anna Maria et Willem (vers 1610-1615).

### Enfance, adolescence et éducation
En 1615, la famille van Schurman déménage à Utrecht, où Anna Maria habite la plus grande partie de sa vie. La famille occupe une maison louée, sise du côté nord-ouest du cimetière de l'ancienne cathédrale. Frederik van Schurman s'établit sans doute vers 1621 à La Haye, sinon à proximité de cette ville, où il aurait entretenu des relations de nature professionnelle avec la cour.  En 1622, la famille habite à nouveau à Utrecht.
On raconte qu'à l'âge de quatre ans, Anne-Marie savait lire. Elle s'avère une enfant douée sachant dessiner, sculpter, faire des dentelles de papier et des poèmes. Elle chante et joue du clavecin et du luth. Son père Frederik enseigne lui-même plusieurs langues à sa fille, qui développe un vif intérêt pour la théologie, l'histoire, la géographie et les mathématiques. Afin de lui permettre de développer ses talents artistiques, il lui fait suivre des cours chez Magdalena van de Passe, la fille du célèbre graveur Crispijn van de Passe d'Utrecht. C'est d'elle que Schurman apprend à manier à la fois la pointe et la craie.
Schurman garde le plus doux souvenir de l'éducation que ses parents lui ont donnée : « À eux, je suis obligée de rendre ce témoignage respectueux qu'ils ont essayé d'enseigner à leurs enfants non seulement les lettres, mais aussi la piété, pour autant qu'ils l'aient connue, et cela de façon si sérieuse et diligente que […], depuis l'enfance, ils nous ont fait bénéficier de l'enseignement d'un excellent maître, de sorte que je faisais de tels progrès que, tout en étant un enfant de trois ans (comme on me l'a raconté plus tard), je pouvais lire en allemand et réciter une partie du catéchisme par cœur. »
En 1623, la famille déménage à Franeker, où son frère Johan Godschalk s'inscrit le 30 octobre 1623 à l'académie pour y étudier la médecine. Son père y avait suivi les cours du professeur puritain William Ames. La famille s'installe dans la maison Martena dans la Voorstraat, mais Frederik van Schurman meurt soudainement le 15 novembre 1623,. Afin de permettre à Johan Godschalk de poursuivre ses études, sa mère continue à résider à Franeker. En 1626, elle revient avec ses enfants à Utrecht où, en 1629, elle achète la maison De Lootse, sise au coin du cimetière de la cathédrale et de la ruelle du Poelenburch (la rue Voetius actuelle).
En 1636, Anne-Marie de Schurman devient la première femme à étudier à l'université d'Utrecht. Comme il n'est pas permis aux femmes d'assister aux cours, elle les suit dissimulée derrière un rideau. Elle s'intéresse aux lettres, aux sciences et à la théologie et obtient un diplôme en droit.

### Art et science
La réputation de fille prodige d'Anne-Marie de Schurman se répand et, alors qu'elle n'a que treize ans, sa contemporaine Anna Roemers Visscher lui adresse un hommage poétique en 1620, louant ses qualités artistiques : « Soyez saluée, ô jeune fleur dont je vante la connaissance, que j'apprécie et que j'aime, que je considère comme mon amie, ! » 
À l’âge de quatorze ans, Schurman écrit elle-même un poème latin à la gloire du poète et grand-pensionnaire Jacob Cats. Une lettre latine qu'elle lui écrit en 1622 témoigne de la visite qu'il avait rendue à sa maison et de l'intérêt qu'il avait montré pour ses exercices littéraires. Schurman, se définit, dans la lettre, comme « une fille qui ne s'est consacrée que récemment à la littérature » et le remercie de lui avoir procuré une certaine notoriété. 
Après 1623, Anne-Marie s'investit plus profondément dans la vie intellectuelle des Provinces-Unies. Elle est soutenue par son frère Johan Godschalk. Après la mort de leur père, celui-ci prend en effet en charge la formation littéraire et théologique de sa sœur, comme il le mentionne dans une lettre à Caspar Barlæus.
En 1632, par de longues lettres latines et françaises, Schurman tente spontanément d'entrer en contact avec le théologien et professeur de Leyde Andreas Rivet, nommé précepteur du jeune prince Guillaume d'Orange-Nassau un an plus tard,.
En novembre 1637, la correspondance avec Rivet conduit à un débat sur la question de savoir s'il sied à une femme chrétienne d'étudier. À la fin de cette discussion, en 1638, Schurman écrit Amica dissertatio inter Annam Mariam Schurmanniam et Andream Rivetum de capacitate ingenii muliebris ad scientias, sur l'adéquation de l'esprit féminin à la science et aux humanités. 
Cette dissertation, suivie de la correspondance, est publiée à Leyde en 1641. Ce traité latin est ensuite traduit en français, en allemand, en italien et en suédois.  Schurman y défend la thèse selon laquelle « les femmes, par excellence munies du temps et d'autres ressources pour pratiquer la science », peuvent et doivent étudier. Pour elle, cette pratique de la science doit se concentrer avant tout sur une meilleure compréhension de la Bible et de la théologie.  Les études en langues qu'elle entame doivent être considérées sous le même regard : outre le français, l'allemand, l'anglais et l'italien, elle apprend le grec, le latin, l'hébreu, le chaldéen, l'arabe, le syriaque et l'éthiopien.
Elle noue des liens d'amitié avec son voisin Gisbertus Voetius, un professeur de langues orientales et de théologie, également pasteur de l'église réformée d'Utrecht qui lui permet de suivre ses cours à l'Université. Elle y assiste retirée dans une sorte de loge, de manière à être invisible pour ses camarades de classe masculins car les cours sont interdits aux femmes. De la même façon, elle peut assister aux cours de littérature et de médecine.
Elle développe un goût varié pour les arts. Elle aménage un atelier d'art séparés dans sa maison et exerce ses talents comme graveuse, sculptrice, potière et travaille l'ivoire et le bois. Elle invente un procédé de gravure sur verre au moyen d'une pointe de diamant,. Elle peint également, en particulier des portraits  de ses amis et des membres de sa famille, mais aussi des l' autoportraits. En opte pour le format de la miniatures, et met en œuvre pas moins de huit techniques différentes : huile, gouache, crayon, pastel, cire, buis, ivoire et burin. Son autoportrait en pastel de 1640 est le premier dessin connu réalisé dans cette technique aux Provinces-Unies. Schurman se perfectionne dans les pratiques artistiques en vogue en Hollande vers le milieu du XVIIe siècle dans les milieux aisés, comme les œuvres découpées en papier, la calligraphie sur parchemin, sur papier ou sur verre.

### Notoriété
Les liens intellectuels qu'entretient Anne-Marie de Schurman avec Cats entre 1626 et 1636 lui ouvrent une place dans les cercles littéraires et savants des Provinces-Unies. Dans Houwelijck (Le Mariage) de 1625, Cats consacre quelques vers à Anna Maria, la saluant comme une femme exceptionnelle : « […] de la jeunesse érudite et de la plume exquise de votre joyau, venant de se relever, je suis témoin, comme les villes du Rhin. »
Elle entretient une correspondance nourrie avec les poètes Revius, Heinsius, Barlæus et Huygens. 
Sur la recommandation de Voetius, Schurman est invitée à écrire une ode à l'université d'Utrecht en 1636. Dans ce poème latin, dont la publication lui vaut une réputation internationale, elle fait allusion à l'exclusion des femmes de l'université.
Dans les années 1630, sa renommée dépasse les frontières et fait l'objet de discussions entre intellectuels. Claude Saumaise, philologue et professeur à Leyde depuis 1632, André Rivet, Constantin Huygens ainsi que d’autres savants des Provinces-Unies correspondent à son sujet avec leurs homologues des académies parisiennes comme les frères Pierre et Jacques Dupuy, Gilles Ménage, Pierre Gassendi et Daniel Heinsius ainsi que Jean Chapelain, Valentin Conrart et le Père Mersenne. Ce dernier adresse le 23 mai 1638 un courrier à Rivet à propos de la lettre où Anne Marie de Schurman « prouve que les filles sont capables des arts et des sciences ». Il la range parmi les femmes illustres en ces termes: « Ce prodige d’esprit est fort rare et je seray bien ayse de sçavoir son nom, son âge et son extraction, car elle merite d’estre entre les femmes illustres. ». 
La Dissertatio de Schurman parait en 1641 par l'entremise du médecin Johan van Beverwijck, originaire de Dordrecht. La publication de son plaidoyer en faveur du droit des femmes chrétiennes à l'étude conduit des femmes savantes de différents pays européens à tenter d'entrer en contact avec celle qu'on appelle la « Minerve » d'Utrecht. Une partie de la correspondance échangée avec ces femmes, publiée avec l'autorisation de Schurman, révèle que Bathsua Makin, Marie du Moulin, Anne de Rohan-Chabot et Anne de Merveil comptaient parmi ses correspondantes. Schurman est elle-même déjà en relation épistolaire avec Marie de Gournay qui, en 1622, avait défendu l'égalité des hommes et des femmes dans son De l'égalité des hommes et des femmes. Elle entretient également une correspondance avec une « lady » d'origine anglo-irlandaise, Dorothy Moore, ainsi qu’avec Élisabeth de Bohême, princesse Palatine.
Dans les Provinces-Unies comme ailleurs, on loue l'érudition de Schurman dans d'innombrables poèmes et hymnes. Après qu'il eut entendu parler d’elle, Milesius, l'évêque de l'Église grecque orthodoxe d'Éphèse, étudiant à Leyde en 1650, lui écrit une lettre où il la compare à une rose entre des épines.
Sa renommée internationale suscite des demandes de réimpressions et de traductions de ses œuvres. En 1646 est publiée en France, par les soins de Guillaume Colletet, une édition française de fragments, déjà publiés auparavant, de la correspondance de Schurman avec Rivet sous le titre Question celebre : s'il est nécessaire, ou non, que les filles soient sçavantes. En 1648 parait un deuxième ouvrage de Schurman, intitulé Opuscula (littéralement « petits ouvrages »)  Opuscula Hebræa, Græca, Latina, Gallica, Prosaica et Metrica.  Cet ouvrage comprend Dissertatio, De vitæ termino et une sélection de ses lettres et poèmes. De cet ouvrage, une deuxième édition, partiellement révisée, sort des presses en 1650, ainsi qu'une troisième en 1652. Enfin, en 1659, une édition anglaise de Dissertatio voit le jour sous le titre : The Learned Maid; or, Whether a Maid May Be a Scholar (La Fille instruite ou Si une fille peut être érudite).

### Charges familiales
Anna Maria van Schurman reste célibataire, un choix conscient selon ses dires. Grâce à la fortune familiale dont elle dispose elle ne se voit pas forcée de travailler pour gagner sa vie. Après la mort de sa mère en 1637, la vie domestique de Schurman prend cependant une nouvelle tournure car elle doit prendre soin de deux vieilles tantes : Sybilla (vers 1574-1661) et Agnes von Harff (vers 1572-1661). 
Cette charge lui laisse de moins en moins de temps pour pratiquer les sciences et les arts et elle n'est plus en mesure de maintenir ses contacts intellectuels. Au début de 1653, Schurman, ses deux tantes et son frère Johan Godschalk prennent le chemin de sa ville natale de Cologne pour y revendiquer leurs droits sur la propriété familiale dérobée. Ils ne reviennent à Utrecht qu'en août 1654, une ville qui manquait à Schurman. Elle s'en plaint dans les premiers vers d'un poème en néerlandais envoyé à une amie utrechtoise : « Ô Utrecht, ville gentille ! Comment pourrais-je vous oublier ? »
Des conflits religieux à Utrecht sont à l'origine d'un nouveau départ : en 1660, Anna Maria et Johan Godschalk van Schurman s'installent, avec les deux tantes et deux serviteurs, à Lexmond (au sud d'Utrecht), où ils menent une vie très isolée pendant deux ans. Ses deux tantes y meurent la même année, en 1661, à un âge très avancé.

### Entrée chez les Labadistes
Revenue à Utrecht, Anne-Marie de Schurman entre peu après, et par l'intermédiaire de Johan Godschalk, en contact avec le prédicateur franco-genevois Jean de Labadie. C'est en 1664 qu'elle fait la connaissance de cet ancien jésuite français converti au calvinisme, qui a fondé une secte religieuse contemplative dont les membres sont connus sous le nom de 'Labadistes'. Le mode de vie préconisé par Labadie, ainsi que la vision de l'église de celui-ci signifient pour Schurman l'accomplissement de ses propres idéaux religieux : la vie pure, qui trouve ses racines dans la foi en Jésus-Christ, et la prise de distance à l'égard des infidèles et de ceux qui ne sont «chrétiens que de nom» afin d'éviter la «contagion». 
En 1666, Labadie est appelé à l'église wallonne de Middelbourg. Schurman voyage régulièrement en Zélande, accompagnée de quelques amis, pour y assister à ses prédications et exercices religieux.
Lorsque Labadie se sépare de l'Église réformée en 1669, Anne-Marie est une des premières à rejoindre la congrégation séparatiste qu'il fonde à Amsterdam et devient son principal soutien.  Par des appels écrits, le consistoire d'Utrecht tente de ramener ce membre, autrefois célèbre, à l'Église réformée, mais en vain. Schurman néglige aussi la critique acerbe de ses amis savants et littéraires sur son choix.
Le groupe est mal accueilli à Amsterdam. En 1670, Schurman suit les Labadistes à Herford en Westphalie, où l'une de ses vieilles amies, la princesse Élisabeth du Palatinat, offre au groupe l'hébergement. Deux ans plus tard, cette communauté s'établit à Altona près de Hambourg, alors ville danoise, où Labadie meurt en 1674. 
Sous la direction de Pierre Yvon, le successeur de Labadie, la congrégation déménage en 1675 au château fort Walthastate à Wieuwerd en Frise,. Dispensée de tous travaux ménagers en raison de son âge, Schurman y passe les dernières années de sa vie parmi les croyants dans une sorte de fauteuil roulant. 
Elle y meurt le 14 mai 1678, entourée des siens et des siennes.
Elle est enterrée en toute simplicité, conformément à ses dernières volontés, au cimetière de Wieuwerd.
La congrégation des labadistes reçoit la plus grande partie de son héritage. La quasi totalité de sa bibliothèque, sa maison à Utrecht, ses meubles et deux obligations qui avaient déjà été vendus.

### Œuvres tardives
Ses lettres, son Eucleria, seu melioris partis electio (de 1673) et les portraits miniatures qu'elle fait de Jean de Labadie après avoir adhéré au labadisme, montrent qu'elle n'avait pas complètement abandonné la pratique de l'art et de la science. Dans son Eucleria, qui est à la fois son autobiographie et un traité philosophique et théologique, Schurman défend son choix pour Labadie. On accorde plus de valeur à ses énoncés dans la mesure où ils trouvent un appui dans la théologie.  L'érudition et la piété, auxquelles elle apporte des accents particuliers, sont déterminants jusqu'à la fin dans la vie et le travail de Schurman.
La publication de ses œuvres incite les piétistes luthériens de Francfort à établir des contacts avec elle et les labadistes. La publication de son Eucleria a peu d'impact dans les milieux intellectuels français et anglais, car on ne s'y intéresse plus à Schurman à cette époque.

## Postérité

### Réception de l'œuvre
Après sa mort, le prédicateur Daniel Meyer, l'un de ses amis, rédige à propos d'Anne-Marie Schurman, qui, tout au long de sa vie, avait eu des contacts avec des personnages aussi illustres que René Descartes ou la reine Christine de Suède, une élégie intitulée : ΜΝΗΜΟΣΥΝΟΝ Beatæ Virginis ANNÆ MARIÆ A SCHURMAN (En souvenir à la bienheureuse vierge Anne Marie van Schurman). 
Schurman reste célèbre comme artiste, même après sa mort, grâce à Arnold Houbraken, car c'est lui qui lui accorde une place dans son Groote schouburgh der Nederlantsche konstschilders en schilderessen (Le Grand Théâtre des peintres et peintresses néerlandaises, de 1718).  
Son érudition, en revanche, éveille de moins en moins d'intérêt. Déjà au XVIIIe siècle, l'attention se déplace de son talent remarquable vers sa nature vertueuse. Au XIXe siècle, cette tendance se prolonge et Schurman est particulièrement appréciée pour son caractère moral, sa modestie et son humilité. Au sein de la Société du bien public, elle est promue comme la femme la plus connue de l'histoire néerlandaise, mais seulement dans la mesure où elle incarne un modèle à suivre pour la femme aspirant à la civilisation intérieure. Il est à noter que ses amitiés avec les hommes ont souvent donné lieu à des spéculations. Ainsi, la rumeur court que Cats l'aurait demandée en mariage à l'âge de quatorze ans, et qu'elle se serait mariée avec Labadie après avoir rejoint la communauté.
En 1853 est publiée la première monographie importante sur Schurman, écrite par Gilles Dionysius Jacobus Schotel, qui attire l'attention sur sa polyvalence en tant que « pratiqueuse » des beaux-arts, de la linguistique, de la poésie et des sciences, et dans laquelle l'auteur loue en elle avant tout, la « piété animée ». Ce n'est que dans la première moitié du XXe siècle qu’elle est redécouverte en tant qu’érudite et auteure d’un plaidoyer pour le droit des femmes à l'étude.  

### Commémorations
En 1978, la commémoration de son anniversaire est l'occasion de porter sa vie et son travail à l'attention d'un public plus large. Elle donne lieu à des expositions de ses peintures, l'émission d'un timbre-poste, la réédition de son ouvrage Eucleria, la diffusion d'un docudrame à la télévision et la publication d'un roman historique, Het grote geheim van Anna Maria van Schurman (Le Grand Secret d'Anne Marie van Schurman).
Une plaque commémorative apposée sur un bâtiment à Utrecht, situé Achter de Dom (une rue appelée « Derrière la cathédrale »), au no 8, indique l'endroit où, jadis, se trouvait la maison de la famille van Schurman ; un lieu où tant de savants de toute l'Europe admiraient la « Pallas d'Utrecht » et ses œuvres artistiques.  Certaines de ces œuvres sont actuellement exposées au musée Martena à Franeker.

### Dans l'art
Anne-Marie de Schurman est une des 39 convives attablées dans l'œuvre d’art contemporain The Dinner Party (1974-1979) de Judy Chicago.

## Œuvre

### Œuvre écrite
- Question celebre.  S'il est nécessaire, ou non, que les filles soient sçavantes, traduit de l'édition originale néerlandaise en français en 1646 et en anglais en 1659 ;
- Eucleria, 1673 ;
- Anna Maria van Schurman, femme savante (1607-1678) : correspondance ; texte édité par Constant Venesoen, Paris, H. Champion, 2004.

### Œuvre graphique
- Anne Marie Schurman, gravure à l'eau-forte par P. Dupin, d'après Anna Marie van Schurman.